# Latona
Latona (na mitologia romana), ou Leto (em grego clássico: Λητω; romaniz.: Lêtô) na mitologia grega, era uma deusa, filha de Febe e Céos, e mãe de Febo (Apolo) e de Diana (Ártemis). Era a deusa do anoitecer.
Latona foi uma deusa  amante de Júpiter (Zeus). Ela era uma deusa da maternidade e com seus filhos, uma protetora das crianças. Seu nome e iconografia sugerem que ela também era uma deusa da modéstia e recatada. Assim como sua irmã Astéria ela também pode ter sido uma deusa da noite, ou, alternativamente, da luz do dia.
Quando engravidou dos dois, cujo pai era Júpiter (Zeus), teve que fugir da ira da ciumenta deusa suprema Juno (Hera), que tinha pedido que Gaia não cedesse lugar na terra para que a deusa pudesse dar à luz seus filhos. A ilha flutuante de Delos, eventualmente, lhe forneceu refúgio. Para dar à luz as crianças na ilha, ela teve que fugir da serpente Píton, que Apolo mataria mais tarde.
Mais tarde, quando ela posteriormente viajou para Delfos, os titãs tentaram raptá-la, mas Apolo interveio e matou-os com flechas.
Na pintura de vasos gregos, Latona (Leto) foi descrita geralmente como uma mulher que levanta o véu em um gesto de modéstia. Ela foi descrita geralmente acompanhada de seus dois filhos. O significado exato de seu nome é obscuro, alguns comentaristas tentam conectá-lo com a palavra Letho, para passar despercebido, sugestivo de modéstia, outros derivam da palavra Lícia para a mulher, lada.
Sempre que aparece nas imagens está protegendo os seus filhos, por causa da serpente Píton. Isto deve-se ao problema que surgiu com Hera.
Leto é descrita como de "cabelos dourados".